# Nathalie De Vos
Nathalie De Vos, född 9 december 1982, är en friidrottare från Belgien. Hon deltog vid olympiska sommarspelen 2008.